# Diskografie Mariah Carey
Toto je diskografie Mariah Carey, americké zpěvačky, která k roku 2010 vydala dvanáct studiových a jedno koncertní album, čtyři kompilace, jedno Extended Play a jeden remix. V roce 1988 začala nahrávat první skladby na svou debutovou desku Mariah Carey vydanou v červnu 1990.
V roce 1993 uvolnila dosud nejúspěšnější album nazvané Music Box, které ve Spojených státech získalo diamantovou certifikaci a dosáhlo 1. místa hitparád v mnoha zemích. Music Box se stalo jedním z nejlépe prodávaných asijských alb roku 1994, stejně tak se zařadilo mezi nejprodávanější alba všech dob, k roku 2010 s prodejností přes 32 miliónů kopií.

## Studiová alba
| Rok  | Album                                                                            | Pozice v mezinárodních žebříčcích | Pozice v mezinárodních žebříčcích | Pozice v mezinárodních žebříčcích | Pozice v mezinárodních žebříčcích | Pozice v mezinárodních žebříčcích | Pozice v mezinárodních žebříčcích | Certifikace |
| Rok  | Album                                                                            | US 200                            | KAN                               | UK                                | NĚM                               | JAP                               | AUS                               | Certifikace |
| ---- | -------------------------------------------------------------------------------- | --------------------------------- | --------------------------------- | --------------------------------- | --------------------------------- | --------------------------------- | --------------------------------- | ----------- |
| 1990 | Mariah Carey - 1. studiové album - Vydáno: 12. června 1990                       | 1                                 | 1                                 | 6                                 | 24                                | 17                                | 6                                 |             |
| 1991 | Emotions - 2. studiové album - Vydáno: 17. září 1991                             | 4                                 | 5                                 | 4                                 | 46                                | 3                                 | 8                                 |             |
| 1993 | Music Box - 3. studiové album - Vydáno: 31. srpna 1993                           | 1                                 | 5                                 | 1                                 | 1                                 | 2                                 | 1                                 |             |
| 1994 | Merry Christmas - Vánoční a 4. stud. album - Vydáno: 1. listopadu 1994           | 3                                 | 21                                | 32                                | 15                                | 1                                 | 2                                 |             |
| 1995 | Daydream - 5. studiové album - Vydáno: 3. října 1995                             | 1                                 | 3                                 | 1                                 | 1                                 | 1                                 | 1                                 |             |
| 1997 | Butterfly - 6. studiové album - Vydáno: 16. září 1997                            | 1                                 | 1                                 | 2                                 | 7                                 | 1                                 | 1                                 |             |
| 1999 | Rainbow - 7. studiové album - Vydáno: 2. listopadu 1999                          | 2                                 | 6                                 | 8                                 | 3                                 | 2                                 | 4                                 |             |
| 2001 | Glitter - Soundtrack a 8. stud. album - Vydáno: 11. září 2001                    | 7                                 | 4                                 | 10                                | 7                                 | 1                                 | 1                                 |             |
| 2002 | Charmbracelet - 9. studiové album - Vydáno: 3. prosince 2002                     | 3                                 | 12                                | 35                                | 32                                | 4                                 | 42                                |             |
| 2005 | The Emancipation of Mimi - 10. studiové album - Vydáno: 4. dubna 2005            | 1                                 | 2                                 | 7                                 | 14                                | 2                                 | 6                                 |             |
| 2008 | E=MC² - 11. studiové album - Vydáno: 8. dubna 2008                               | 1                                 | 1                                 | 3                                 | 7                                 | 7                                 | 2                                 |             |
| 2009 | Memoirs of an imperfect Angel - 12. studiové album - Vydání: 28. září 2009       | 3                                 | 5                                 | 23                                | 27                                | 9                                 | 6                                 |             |
| 2010 | Merry Christmas II You - Vánoční a 13. studiové album - Vydání: 2. listopad 2010 | 4                                 | 14                                | 42                                | 77                                | 24                                | 37                                |             |

## Extended Play
- 2000 – Valentines

## Koncertní alba
| Rok  | Album                                               | Umístění | Umístění | Umístění | Umístění | Umístění | Umístění | Certifikace |
| Rok  | Album                                               | US 200   | KAN      | UK       | NĚM      | JAP      | AUS      | Certifikace |
| ---- | --------------------------------------------------- | -------- | -------- | -------- | -------- | -------- | -------- | ----------- |
| 1992 | MTV Unplugged - Live album - Vydáno: 2. června 1992 | 3        | 11       | 3        | 30       | 13       | 7        |             |

## Kompilační alba
| Rok  | Album                                                                        | Umístění | Umístění | Umístění | Umístění | Umístění | Umístění | Certifikace |
| Rok  | Album                                                                        | US 200   | KAN      | UK       | NĚM      | JAP      | AUS      | Certifikace |
| ---- | ---------------------------------------------------------------------------- | -------- | -------- | -------- | -------- | -------- | -------- | ----------- |
| 1998 | #1’s - Kompilace - Vydáno: 16. listopadu 1998                                | 4        | 6        | 10       | 10       | 1        | 6        |             |
| 2001 | Greatest Hits - Kompilace - Vydáno: 4. prosince 2001                         | 52       | -        | 7        | 36       | 3        | 47       |             |
| 2003 | The Remixes - Remixové album - Vydáno: 14. října 2003                        | 26       | -        | 52       | -        | 95       | 78       |             |
| 2008 | The Ballads - Kompilace - Vydáno: 17. října 2008                             | 10       | -        | 13       | -        | 19       | 79       |             |
| 2010 | Playlist: The Very Best of Mariah Carey - Kompilace - Vydáno: 26. ledna 2010 | -        | -        | -        | -        | -        | -        |             |

## Singly
| Rok  | Název písně                              | Pozice v mezinárodních žebříčcích | Pozice v mezinárodních žebříčcích | Pozice v mezinárodních žebříčcích | Pozice v mezinárodních žebříčcích | Pozice v mezinárodních žebříčcích | Album                         |
| Rok  | Název písně                              | US 100                            | US R&B                            | US Pop                            | CAN                               | UK                                | Album                         |
| ---- | ---------------------------------------- | --------------------------------- | --------------------------------- | --------------------------------- | --------------------------------- | --------------------------------- | ----------------------------- |
| 1990 | "Vision of Love"                         | 1                                 | 1                                 | -                                 | 1                                 | 9                                 | Mariah Carey                  |
| 1990 | "Love Takes Time"                        | 1                                 | 1                                 | -                                 | 2                                 | 37                                | Mariah Carey                  |
| 1991 | "Someday"                                | 1                                 | 3                                 | -                                 | 1                                 | 38                                | Mariah Carey                  |
| 1991 | "I Don't Wanna Cry"                      | 1                                 | 2                                 | -                                 | 2                                 | -                                 | Mariah Carey                  |
| 1991 | "Emotions"                               | 1                                 | 1                                 | -                                 | 1                                 | 17                                | Emotions                      |
| 1991 | "Can't Let Go"                           | 2                                 | 2                                 | -                                 | 3                                 | 20                                | Emotions                      |
| 1992 | "Make It Happen'"                        | 5                                 | 7                                 | -                                 | 7                                 | 17                                | Emotions                      |
| 1992 | "I'll Be There" (ft. Trey Lorenz)        | 1                                 | 11                                | -                                 | 1                                 | 2                                 | MTV Unplagged                 |
| 1993 | "Dreamlover"                             | 1                                 | 2                                 | -                                 | 1                                 | 9                                 | Music Box                     |
| 1993 | "Hero"                                   | 1                                 | 5                                 | 1                                 | 3                                 | 7                                 | Music Box                     |
| 1994 | "Without You"                            | 3                                 | -                                 | 2                                 | 4                                 | 1                                 | Music Box                     |
| 1994 | "Anytime You Need a Friend"              | 12                                | 22                                | 12                                | 5                                 | 8                                 | Music Box                     |
| 1995 | "Fantasy"                                | 1                                 | 1                                 | 1                                 | 1                                 | 4                                 | Daydream                      |
| 1995 | "One Sweet Day" (ft. Boyz II Men)        | 1                                 | 2                                 | -                                 | 1                                 | 6                                 | Daydream                      |
| 1996 | "Always Be My Baby"                      | 1                                 | 1                                 | 3                                 | 1                                 | 3                                 | Daydream                      |
| 1997 | "Honey"                                  | 1                                 | 2                                 | 10                                | 1                                 | 3                                 | Butterfly                     |
| 1997 | "Butterfly"                              | 16                                | -                                 | 27                                | 23                                | 22                                | Butterfly                     |
| 1998 | "My All"                                 | 1                                 | 4                                 | 18                                | 28                                | 4                                 | Butterfly                     |
| 1998 | "When You Believe"                       | 15                                | 33                                | 13                                | 20                                | 4                                 | #1's                          |
| 1999 | "I Still Believe"                        | 4                                 | 3                                 | -                                 | 9                                 | 16                                | #1's                          |
| 1999 | "Heartbreaker" (ft. Jay-Z)               | 1                                 | 1                                 | 21                                | 1                                 | 5                                 | Rainbow                       |
| 2000 | "Thank God I Found You" (ft. 98 Degrees) | 1                                 | 1                                 | -                                 | 2                                 | 10                                | Rainbow                       |
| 2000 | "Can't Take That Away (Mariah's Theme)"  | 28                                | 23                                | -                                 | -                                 | -                                 | Rainbow                       |
| 2001 | "Loverboy" (ft. Cameo)                   | 2                                 | 1                                 | 37                                | 3                                 | 12                                | Glitter                       |
| 2001 | "Never Too Far"                          | 105                               | -                                 | -                                 | -                                 | 32                                | Glitter                       |
| 2002 | "Trough The Rain" (ft. Cameo)            | 81                                | 69                                | 15                                | 5                                 | 8                                 | Charmbracelet                 |
| 2002 | "Bringin' On the Heartbreak"             | 61                                | -                                 | -                                 | -                                 | -                                 | Charmbracelet                 |
| 2005 | "It's Like That" (ft. Cameo)             | 16                                | 17                                | 9                                 | -                                 | 4                                 | The Emancipation of Mimi      |
| 2005 | "We Belong Together"                     | 1                                 | 1                                 | 1                                 | -                                 | 2                                 | The Emancipation of Mimi      |
| 2005 | "Shake It Off"                           | 2                                 | 2                                 | 1                                 | -                                 | 9                                 | The Emancipation of Mimi      |
| 2005 | "Don't Forget About Us"                  | 1                                 | 1                                 | 3                                 | -                                 | 11                                | The Emancipation of Mimi      |
| 2006 | "Say Somethin'"                          | 79                                | -                                 | 26                                | -                                 | 27                                | The Emancipation of Mimi      |
| 2008 | "Touch My Body"                          | 1                                 | 2                                 | 7                                 | 2                                 | 5                                 | E=MC²                         |
| 2008 | "Bye Bye"                                | 19                                | 33                                | 53                                | 34                                | 30                                | E=MC²                         |
| 2008 | "I'll Be Lovin' U Long Time"             | 58                                | -                                 | 69                                | -                                 | 84                                | E=MC²                         |
| 2009 | "Obsessed"                               | 7                                 | 12                                | 8                                 | 15                                | 52                                | Memoirs of an imperfect Angel |
| 2009 | "I Want To Know What Love Is"            | 60                                | 40                                | 45                                | 57                                | 19                                | Memoirs of an imperfect Angel |
| 2010 | "Up Out My Face"                         | 100                               | 39                                | -                                 | -                                 | -                                 | Memoirs of an imperfect Angel |
| 2010 | "Oh Santa!"                              | 100                               | -                                 | -                                 | 74                                | -                                 | Merry Christmas II You        |